# Christel Frese
Christel Frese-Gerber, nemška atletinja, * 3. avgust 1944, Lennep, Nemčija.
Nastopila je na poletnih olimpijskih igrah leta 1972 ter se uvrstila v polfinale teka na 400 m. Na evropskih prvenstvih je osvojila srebrno in bronasto medaljo v štafeti 4x400 m, na evropskih dvoranskih prvenstvih pa naslova prvakinje v teku na 400 m in štafeti 4x360 m leta 1972 ter dve srebrni medalji v teku na 400 m v letih 1969 in 1970. 19. septembra 1969 je z zahodnonemško reprezentanco postavila svetovni rekord v štafeti 4 x 400 m s časom 3:33,9 s, ki je veljal le en dan.